# Pracchia
Pracchia è un borgo situato nella zona montana del comune di Pistoia, dal cui centro dista 22 km. La storia della frazione e il suo sviluppo furono nel tempo sempre strettamente connessi alle attività agricole, alla pastorizia, alla produzione di ghiaccio igienico, alla lavorazione del ferro e alla costruzione ed esercizio della prima ferrovia transappenninica: la Bologna-Pistoia.

## Geografia fisica

### Territorio

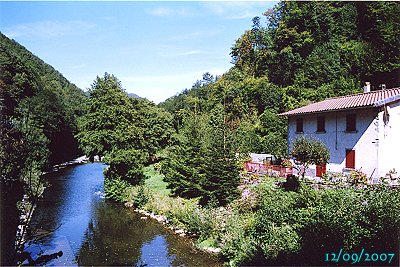
L'ex mulino del Pillotti sul fiume Reno attualmente noto come Setteponti di Pracchia

Il paese è situato in una profonda e stretta valle, percorsa dal fiume Reno. A nord-ovest, osservando verso l'Emilia, si trova il monte Gennaio e il lago Scaffaiolo mentre a nord-est il monte Pidocchina con il borgo Frassignoni.
Il torrente Orsigna sfocia nel Reno di fronte alla forra di "Faldo" in località Setteponti posta a circa mezzo chilometro dal centro di Pracchia in direzione nord. Il territorio comprende inoltre una parte della foresta del Teso.

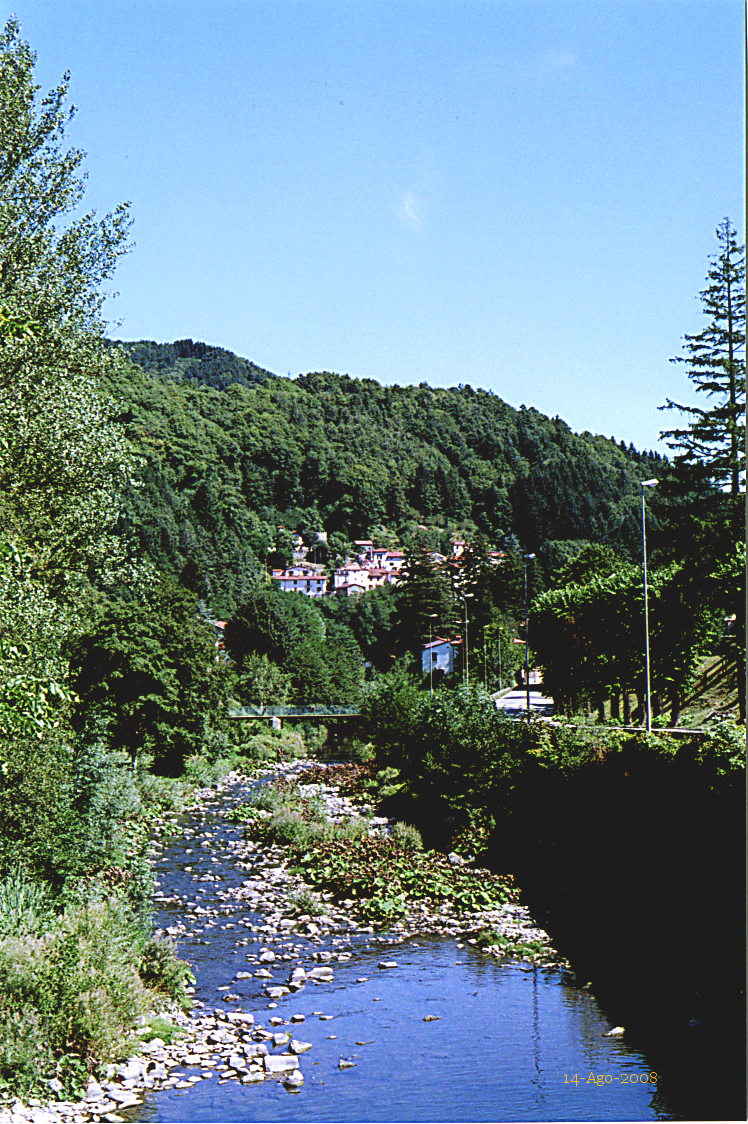
Pracchia dal ponte della ex stazione FAP

### Clima
Il borgo si adagia in una valle ripida, stretta e profonda orientata nella direzione sud - nord nella quale confluiscono valli laterali morfologicamente consimili (valle dell'Orticaia, valle dell'Orsigna, valle della forra di Faldo). A causa di tale conformazione orografica Pracchia è interessata da una notevole ventilazione anabatica: il clima è dunque di alta montagna nonostante l'altitudine relativamente limitata.
La prima attestazione a carattere divulgativo del clima peculiare riscontrabile a Pracchia risalirebbe alla seconda metà dell'Ottocento in uno scritto in versi del sacerdote Pellegrino Catani.
Negli anni venti del Novecento, una relazione di studio del prof. Francesco Bettini, oltre a evidenziare la benefica azione dei venti i quali "per il canale che loro natura assegnò - il Reno - disperdono la nebbia..." evidenzia un aspetto climatico del paese di quei tempi ove "la temperatura massima è di centigradi 24 ed abbiamo il vantaggio immenso sopra altri paesi di aver temperatura costante, senza sbalzi notevoli tra parte e parte del giorno".
Attualmente la stagione invernale decorre approssimativamente da novembre fino ad aprile con frequenti gelate e copiose precipitazioni, in buona parte nevose. Le estati sono caratterizzate da alcune giornate con temperature elevate in corrispondenza delle ore meridiane, ma miti e relativamente fresche durante la notte e le prime ore del mattino.
La più vicina stazione meteorologica dell'Aeronautica Militare italiana è situata in prossimità del Passo della Collina.
Alcuni dati idro-meteorologici di pubblica cognizione relativi a Pracchia sono consultabili raccolti sotto forma di Annali ma anche in tempo reale previa interrogazione di una apposita pagina web dell'A.R.P.A. della regione Emilia-Romagna.

## Origini del nome
Il toponimo deriva con elevata probabilità dal latino pratia, nel significato di "prati", "campi" ma anche da pratula, diminutivo di pratum cioè "praticelli" per l'abbondanza di essi.

## Storia

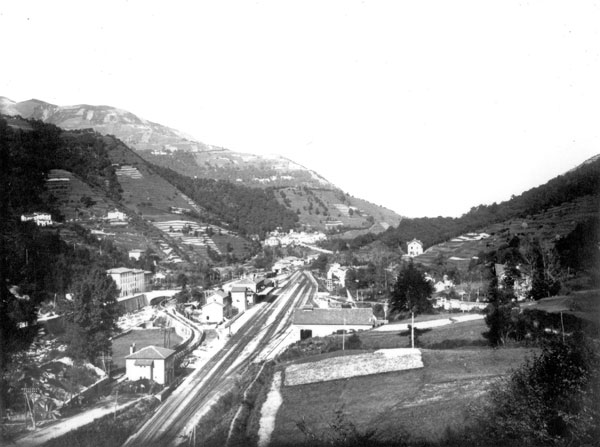
Veduta di Pracchia nei primi del Novecento, con i campi terrazzati e la ferrovia

Fu antica sede di una dogana fra il granducato di Toscana e lo Stato pontificio della quale resterebbe un rudere di Torre di castello che un tempo era adibita a vedetta, situata a sinistra poco fuori del paese lungo la strada che porta alla località Orsigna. Da tale torre, e dalla strada che vi accede, si dominano tutt'oggi ampi tratti stradali, ferroviari e fluviali a ridosso del confine con l'Emilia.
Attorno al XVI secolo, indicativamente verso il 1542, a Pracchia, insieme con i preesistenti impianti siderurgici di Maresca e Orsigna, si iniziò la costruzione dei primi altiforni per la lavorazione del ferro proveniente dall'isola d'Elba dalle cui miniere veniva estratto e poi trasportato negli impianti fusori situati nella Maremma per una sua prima trasformazione da minerale a ferraccio. Tale ferraccio veniva poi trasportato per via fluviale e stradale sull'Appennino toscano a Pracchia per essere nuovamente fuso e ridotto a elementi tubolari pieni (tondini di vario diametro) di ferro e ghisa che erano nominati cionconi. Il processo di lavorazione era agevolato dalla presenza del fiume Reno per la forza motrice e per le grandi quantità di legname boschivo usabile come combustibile. Contemporaneamente si iniziarono a costruire le prime case per gli operai. Pracchia divenne un importante centro della magona (ferriera) granducale. Dopo la fine del Settecento la proprietà granducale della magona passò con atto di compravendita alla famiglia Sabatini di Pracchia che l'esercitò fino alla metà del Novecento.
Il governo mediceo vi eresse una cappella che divenne chiesa parrocchiale dedicata a San Lorenzo nel 1687 per volere del vescovo Scipione de' Ricci.

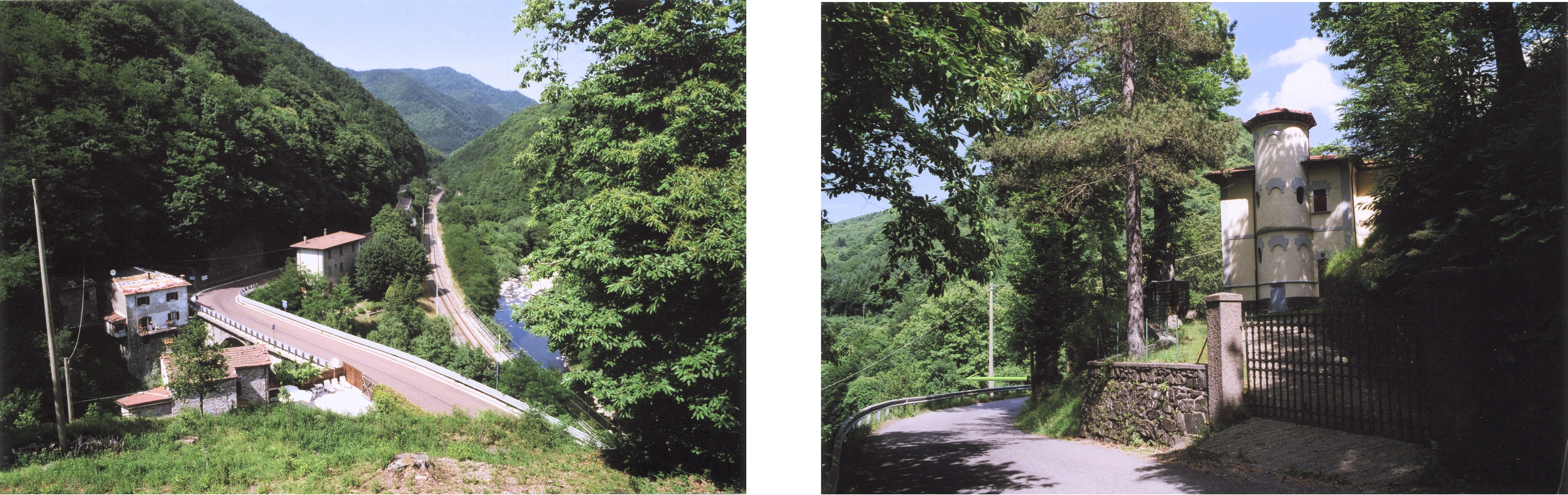
Villa Camporesi in via Orsigna n.1 con la torre del presunto suicidio della quindicenne Berenice "Testarossa"

L'altro Castello del paese (castello Ferrari) sito in via della Casetta 6, a circa 660 metri s.l.m., conserva ancora sulla facciata alcune insegne gentilizie. Cessata la sua funzione di probabile controllo difensivo dell'area centromeridionale della valle del fiume per mezzo di alcune torrette terminate con merli in legno, circostanti ma costruite separate dall'edificio principale, fu successivamente adibito a locali per accogliere famiglie di villeggianti. Attualmente (2009) si trova in stato di totale abbandono e parzialmente pericolante. L'azione disgregatrice sugli intonaci esterni consente di evidenziare come per la costruzione di alcuni muri perimetrali del castello furono impiegati dei sassi naturali.
Il castello Ferrari, raffigurato in una serie di antiche cartoline illustrate, fu oggetto di un pesante quanto inspiegabile fotomontaggio: la cima del monte, sovrastante l'edificio, fu parzialmente asportata in camera oscura allo scopo di sistemarvi un edificio fittizio che si rivelò, nelle cartoline così immesse in commercio, dissimile sia nella forma che nella posizione di quello reale.

### Le strade ferrate

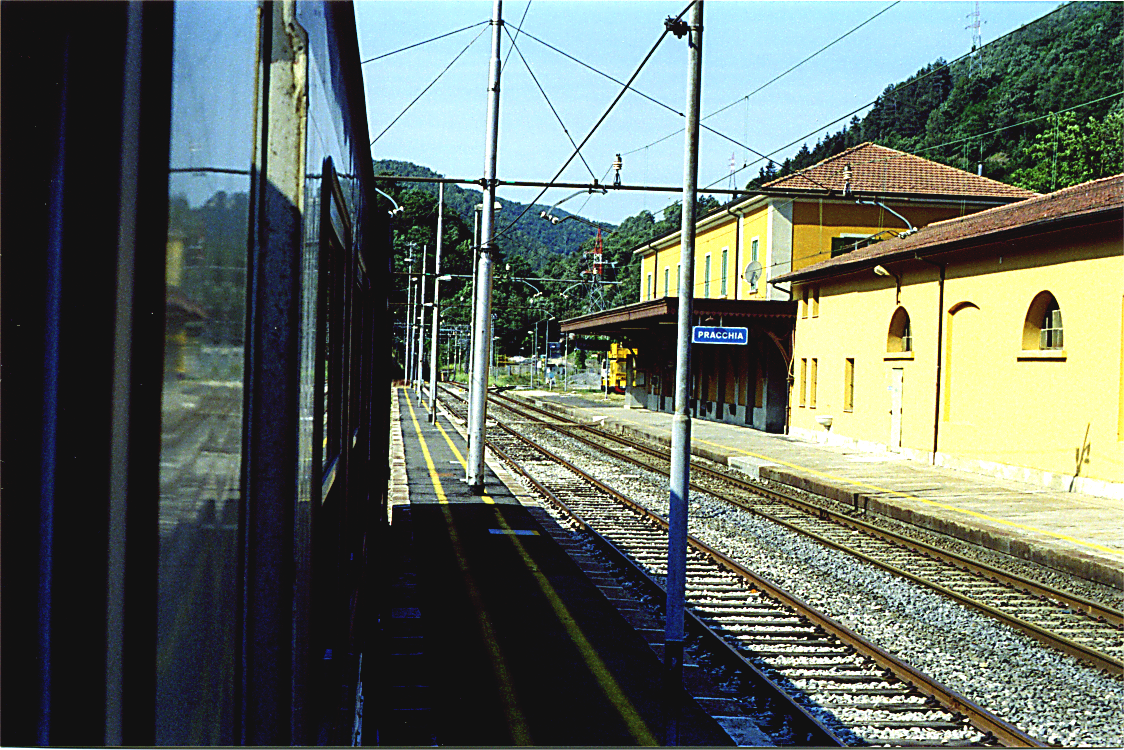
Stazione ferroviaria FS dal treno in corsa

Come già accennato nell'incipit, lo status economico e sociale di Pracchia e di conseguenza l'evolversi della sua storia furono sempre intimamente e costantemente connessi al progetto, costruzione ed esercizio dei collegamenti viari.
L'abitato è attraversato dalla ferrovia transappenninica tra Bologna e Pistoia, che fu completata nel 1864. La costruzione della ferrovia incrementò la produzione ed il commercio del ghiaccio, del carbone e del legname in tutta la Montagna pistoiese e Pracchia divenne sede, come detto, di alcuni stabilimenti per la produzione del ferro: uno di essi oggi è stato trasformato in museo dopo vari decenni di inattività. Grazie alla ferrovia la località ebbe inoltre un incremento dello sviluppo turistico estivo.
Pracchia, che in taluni documenti fu indicata come "Perla della Montagna pistoiese", divenne un'importante stazione climatica dell'Appennino toscano settentrionale, grazie anche alla presenza della sorgente di acque oligominerali "Orticaia".
A Pracchia, tra altri, nella seconda metà dell'Ottocento, ebbe una villa il pittore Francesco Vinea, di Forlì. A lui è intitolata la piazza del Paese.
Per realizzare la galleria ferroviaria che supera lo spartiacque tra Pracchia e San Mommè e per la costruzione del sedime ferroviario della stazione, venne deviato il corso del Reno, facendogli compiere una brusca deviazione verso ovest tuttora visibile.
Per il traforo della galleria ferroviaria l'ingegnere francese Alfred Girard inventò una speciale macchina da lui stesso definita "macchina perforatrice a palamine automatiche", costituita da dieci perforatori. Per l'impegno profuso è stata intitolata ad Alfred Girard la piazza antistante la stazione ferroviaria il 5 settembre 2009. La galleria comprendeva un sistema di ventilazione, il "ventilatore Saccardo", situato all'imbocco sud e progettato dall'ingegnere Saccardo, che si rese necessario per liberare la lunga galleria dal fumo prodotto dalle locomotive. Il ventilatore fu demolito verso la fine del XX secolo.

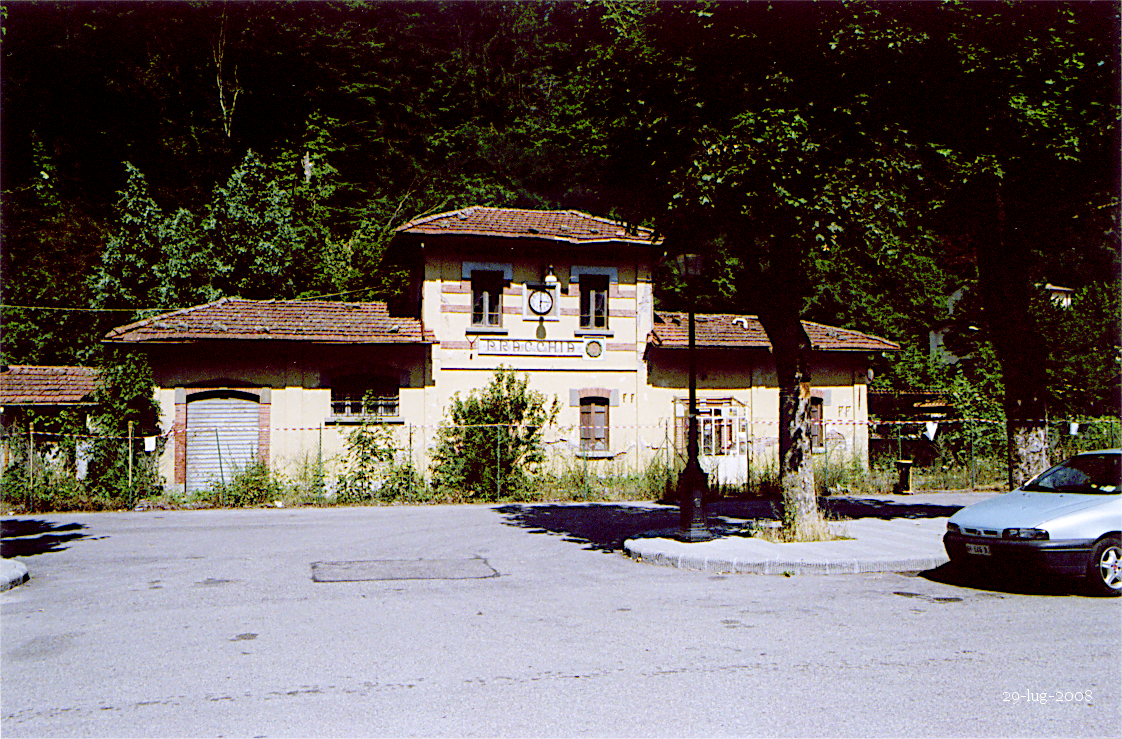
La stazione della FAP nello stato di conservazione al 29 luglio 2008

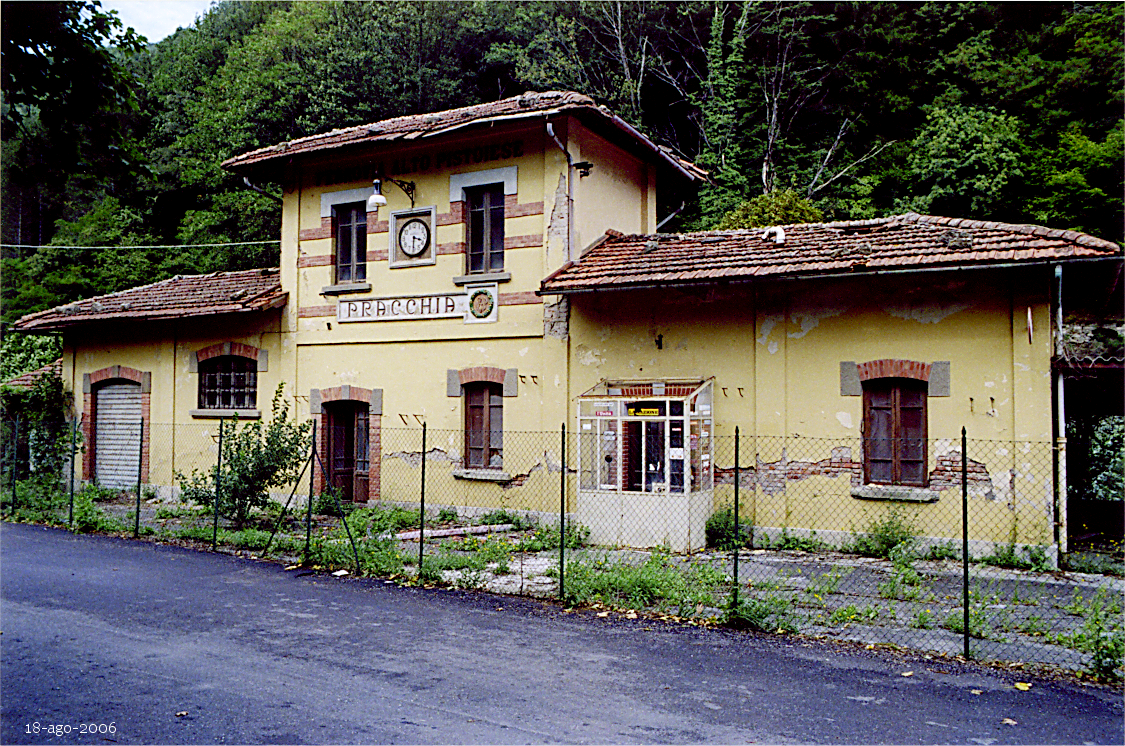
La facciata della ex stazione FAP nel 2006

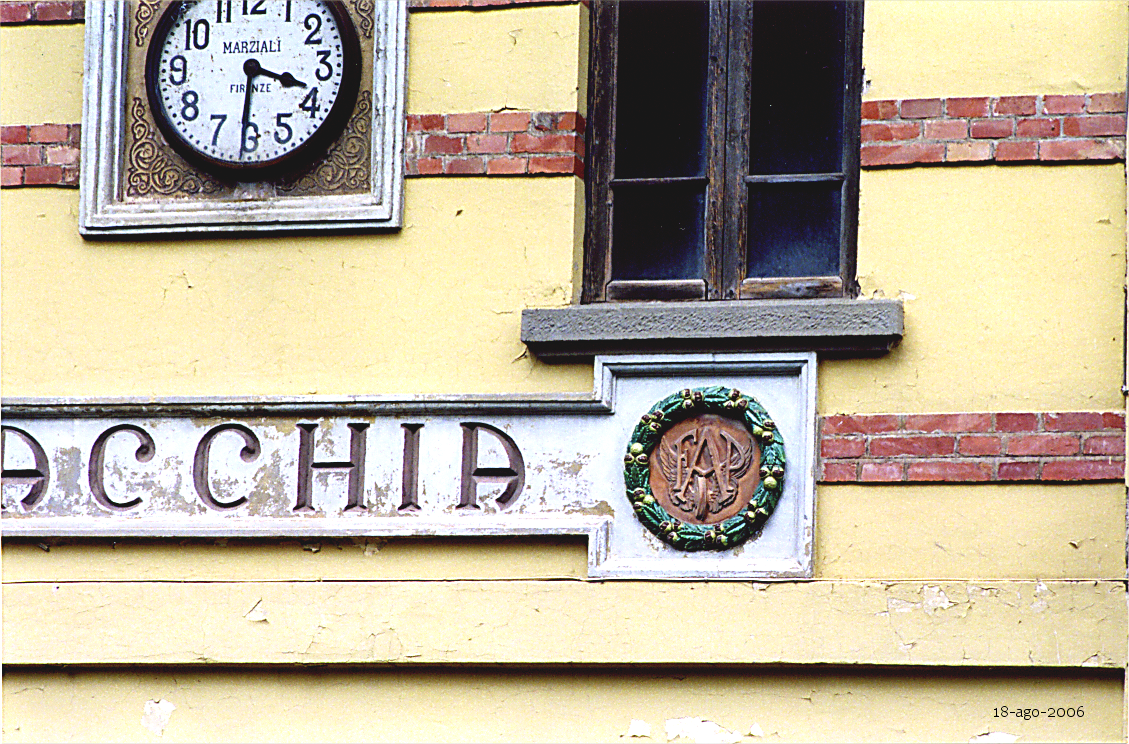
Particolare della facciata con stemma della FAP nel 2006

Nel 1915 la Società Metallurgica Italiana di Campo Tizzoro costruì una strada ferrata in sede promiscua, scartamento ridotto e con trazione a vapore per il trasporto di materie prime e prodotti lavorati fra il proprio principale stabilimento e la stazione di Pracchia..
Il 21 giugno del 1926 detta linea fu sostituita dalla Ferrovia Alto Pistoiese (FAP), a trazione elettrica a scartamento ridotto, che da Pracchia conduceva ai paesi della valle del Reno fino a Mammiano. La ferrovia venne chiusa il 30 settembre del 1965.
Intorno al 1880 venne inoltre realizzata una strada che sostituiva le più antiche carrarecce non asfaltate.

### Migrazione demografica post bellica
Il paese fu interessato nel secondo dopoguerra dal fenomeno della progressiva emigrazione dei nativi verso la città. Alcuni antichi alberghi, deterioratisi ed in abbandono, furono parzialmente demoliti (è il caso dello storico albergo "Appennino", del quale rimane oggi solamente l'annessa villa in stile liberty ex residenza padronale) oppure trasformati in abitazioni private (come gli antichi alberghi "Fiornovelli" sulla Strada provinciale 632 e "Orticaia" sulla piazza Francesco Vinea) oppure trasformati in casa di riposo per anziani (ex albergo "Leyda").
Anche l'unico istituto scolastico, una scuola media inferiore sita in via Pracchia Alta di fronte al parco di villa Landor fu chiusa per insufficiente numero di allievi. In essa, dopo alcuni anni di inutilizzo, alla superstite biblioteca fu affiancata la sede dell'Itinerario del ghiaccio. Nel medesimo edificio al primo piano vi sono la cucina, il refettorio, alcuni posti letto per uso degli escursionisti della GEA ed infine la palestra.

### Contesa per l'approvvigionamento idrico
Come si evince dalla consultazione della cartografia ufficiale dello Stato italiano (Carte dell'I.G.M. o quelle del CTR della Toscana) le zone circostanti la località annoverano le cime più alte della valle del fiume Reno per cui Pracchia si trova nel punto di valico della parte di Appennino che la circonda. A causa della azione erosiva procurata nel corso del tempo dallo scolo delle acque ha fatto sì lo spartiacque non si collochi esattamente sul crinale dei monti circostanti ma si è arretrato verso sud di circa una decina di chilometri. Questo attuale stato di fatto mostra che il Reno e i suoi affluenti posseggono le falde sorgive, e parte dei rispettivi corsi, nel territorio amministrato dalla regione Toscana. L'equo sfruttamento delle acque e l'applicazione delle imposte fra il versante toscano e quello emiliano non ha mai trovato pienamente concordi le rispettive autorità regionali e le popolazioni interessate.
In periodi di siccità con conseguente penuria delle riserve acquifere a disposizione degli acquedotti, la contesa ha ottenuto un acceso dibattito politico.

### Dissesto idrogeologico
Nel dicembre 2009 un'ampia parte della provincia di Pistoia è stata interessata da condizioni meteorologiche particolarmente avverse con forti nevicate e piogge. Il rapido scioglimento del manto nevoso favorito dal vento Scirocco ha procurato una frana il cui volume complessivo è stato stimato fra gli 800 000 e 1 milione di metri cubi di terreno. Tale frana, riversandosi nel fiume Reno all'intorno della borgata Le Due Vie a circa 1 km a sud dal centro del paese, ha prodotto un lago artificiale che ha minacciato per molte ore di allagare una buona parte delle abitazioni del paese qualora non avessero retto i suoi argini formati da detriti. Lo svuotamento dell'invaso artificiale è stato possibile tramite l'uso di pale meccaniche per liberare l'alveo e la messa in opera di due condotte idrauliche posizionate agli argini del Reno per alleggerirne l'imponente portata.
Anche Orsigna è stata interessata da una frana ma con minori danni alle persone e cose.

## Monumenti e luoghi d'interesse
La "ferriera Sabatini", situata al centro del paese in via delle Chioderie a ridosso del fiume Reno, una volta cessata la produzione verso la metà degli anni cinquanta del Novecento, fu restaurata e successivamente aperta ai visitatori, con l'esposizione della strumentazione e degli utensili per le antiche lavorazioni siderurgiche protoindustriali. La ferriera è inserita nell'"Itinerario del ferro".
Pracchia è inoltre la sede del "Polo didattico del ghiaccio" inserito nell'Ecomuseo della Montagna pistoiese: nelle vicinanze del paese si conservano i ruderi di due stabilimenti per la produzione del ghiaccio ("ghiacciaie delle Due vie").
La ex stazione della Ferrovia Alto Pistoiese (FAP), che sorge di fronte a quella di RFI, fu attiva tra il 1926 e il 1965 ma attualmente (2011) è ridotta quasi a rudere. Sul frontone dell'edificio si conserva l'insegna in conglomerato cementizio decorato della ferrovia (FAP): essa raffigura un cerchione metallico sormontato da un fascio di rami di castagno simboli rispettivamente del treno e dei boschi. Sono ancora visibili i resti del ponte ferroviario in muratura sul Reno in direzione Pontepetri della FAP.
Nei boschi alla immediata periferia meridionale del paese si trova la "fonte Reginella" e a un chilometro l'ampia vasca della sorgente perenne "La Fredda" entrambe per usi non alimentari.
Le fonti dell'acqua sorgiva denominata "Orticaia" si trovano a circa 3 km da Pracchia in prossimità del poggio "Ciliegiaccia" a 950 m s.l.m., dal quale sgorga un'acqua oligominerale, sfruttata da uno stabilimento di imbottigliamento dal 1894.

### Dintorni
La borgata Setteponti di Pracchia, a circa mezzo chilometro a nord del centro del paese, ospita un'antica Torre di avvistamento con le fondazioni sul greto del torrente Orsigna a guardia dell'antico confine fra lo Stato della Chiesa e il Granducato di Toscana. Un tempo era nota col nome di Mulino del Pillotti.
Lungo la strada che conduce alla borgata Frassignoni, in prossimità del bivio per Setteponti, esiste un ponte sul torrente "forra di Faldo" detto "ponte del Diavolo", a causa di una raffigurazione di un demone sui massi prospicienti il greto del torrente.
Verso ovest, a ridosso del monte si trovano le località “La Casa” (778 m s.l.m.) e "Pianaccio" (806 m s.l.m.) due borgate prive di strade asfaltate, che dominano la vallata e il paese.
Dalla borgata La Casa è possibile raggiungere il crinale tosco emiliano partendo dal sentiero CAI 33 che completa l’itinerario Gea.
Alla immediata periferia sud del paese, all'interno di villa Collina, si trova un centro di formazione ambientale del comune di Pistoia ("Fabbrica del verde") la quale, in taluni periodi dell'anno, è adibita per soggiorni terapeutici a favore di gruppi di bambini bielorussi gravemente malati in seguito alle contaminazioni nucleari di Chernobyl. Nei pressi della villa, immersa nel bosco, è la "fonte Reginella" e i "Quattro castelli".
A sud del paese in direzione del Passo della Collina sono ancora visibili quattro antichi pozzi di scavo che servirono per la costruzione della galleria ferroviaria.
Da Pracchia è possibile partire per varie escursioni fra le quali Pian della Trave, il monte Gennaio, il lago Scaffaiolo, il rifugio di Porta Franca posto alla sommità della valle del torrente Orsigna, il Monte Pidocchina a 1296 m s.l.m. (un tempo meta di sciatori) oltrepassando la borgata di Frassignoni oppure raggiungere i paesi circostanti come San Mommè, Biagioni e Lagacci attraversando sentieri boschivi.

## Cultura

### Feste e manifestazioni

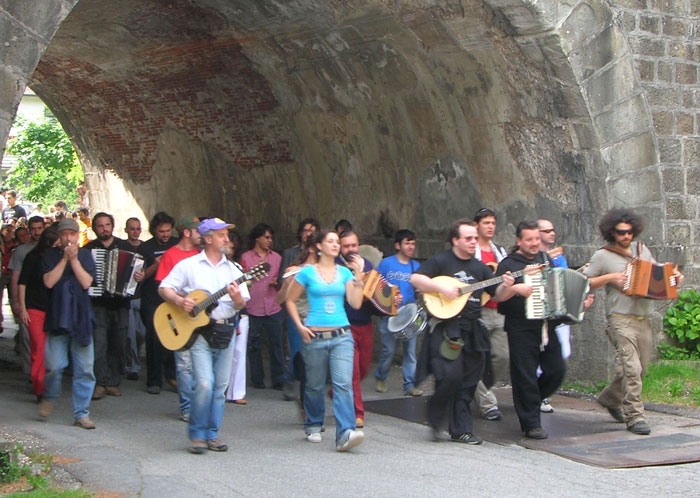
Festival del Maggio itinerante in via Forravilla presso il giardino pubblico

La festa patronale, in onore di san Lorenzo si svolge il 10 agosto ed è accompagnata da un mercatino dell'antiquariato, dalla rappresentazione di commedie popolari in vernacolo, e da fuochi di artificio. La festa è organizzata dalla locale "Pro loco" con il supporto delle associazioni locali.
A maggio si tiene il Festival del Maggio Itinerante (noto anche col nome di "cantar maggio" o di "calendimaggio"), un festival di canti popolari ispirato dai canti del Maggio, che fa tappa anche a Pracchia oltre che in altre località della Montagna pistoiese.
Vi si tiene inoltre la "sagra dei necci e del castagnaccio", prodotti con farina di castagne.
Dal 2003 al 2007 Pracchia ha ospitato il "Montagna Folk Festival", un festival della musica popolare promosso da una locale associazione ricreativo-culturale con la collaborazione della Regione Toscana e dell'Università di Firenze. 
Dal 2014 Pracchia ospita il festival "Pracchia in musica", dal 2019 "Pracchia in musica Festival", rassegna di concerti di musica classica che si tengono prevalentemente nella Chiesa parrocchiale di San Lorenzo. 

### Cinematografia
Nell'autunno del 2009 a Pracchia e località limitrofe iniziarono le riprese per la trasposizione cinematografica del libro postumo Le riflessioni di tutta una vita del giornalista Tiziano Terzani. Fra gli interpreti Bruno Ganz ed Elio Germano, entrambi vincitori del premio David di Donatello.

## Sport
L'U.S. Pracchiese è la società sportiva di Pracchia, fondata nel 1919. La società organizza il torneo di calcio a sette, "Memorial Amedeo Gianluca Mirco".

## Infrastrutture e trasporti

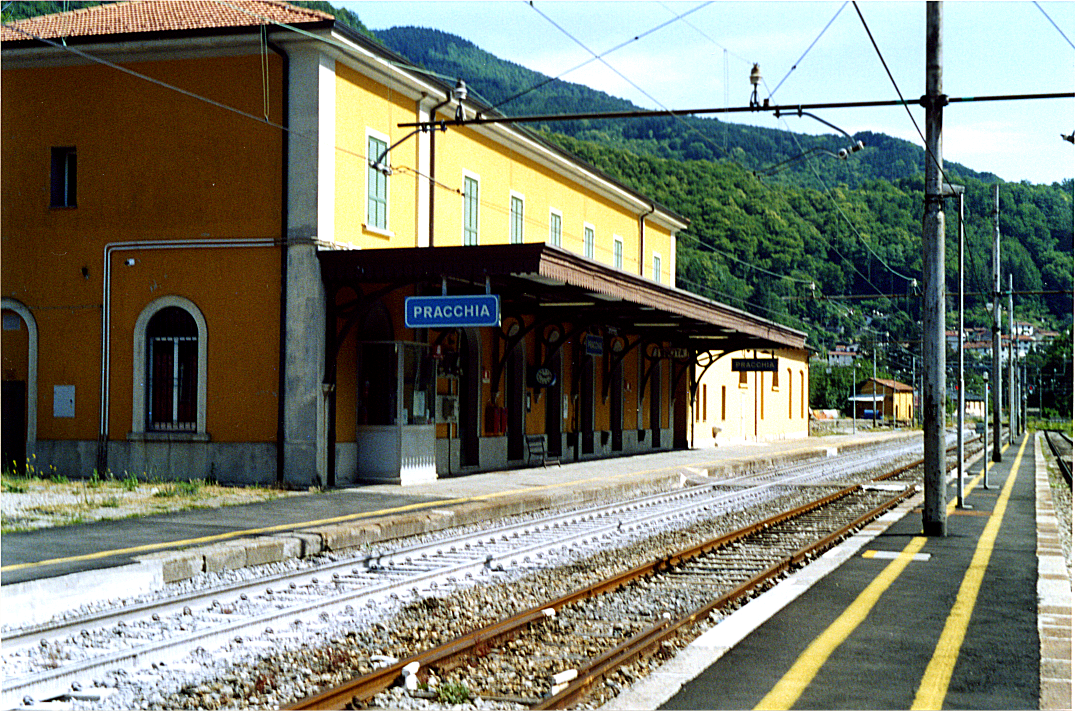
Stazione di Pracchia, 2004, prima del restauro dell'edificio avvenuto nel 2007

### Strade
Il paese è attraversato dall'ex Strada statale 632 Traversa di Pracchia (oggi strada provinciale 632 R), che collega la strada statale 64 Porrettana (in località Ponte della Venturina) con l'ex strada statale 66 Pistoiese (in località Pontepetri). Il traffico pesante dal 2008 si è piuttosto ridotto.
Alla frazione fanno capo una linea di autobus verso San Marcello Pistoiese, in coincidenza con i treni in arrivo da Pistoia, in sostituzione della dismessa Ferrovia Alto Pistoiese, e una linea verso Orsigna, gestite entrambe dal Consorzio Pistoiese Trasporti.

### Ferrovie
A Pracchia vi è una stazione ferroviaria della linea Porrettana, ferrovia a prevalente binario unico collegante Bologna con Pistoia; in questo impianto il piano del ferro raggiunge il punto più elevato sul livello del mare. È impresenziata ed il traffico dei treni (prevalentemente regionali) viene telecomandato. La stazione è la più grande della linea, dopo quella di Porretta Terme, ed è utilizzata per l'incrocio dei treni.
Dal 1926 al 1965 Pracchia è stata anche capolinea della Ferrovia Alto Pistoiese (FAP), una breve linea a scartamento ridotto che si attestava a Mammiano e San Marcello Pistoiese. La Stazione di Pracchia (FAP), il cui edificio esiste tuttora, sorge proprio di fronte all'omonimo scalo delle Ferrovie dello Stato.

## Economia
Un tempo fu fiorente l'industria del ghiaccio il quale veniva portato a destinazione tramite ferrovia con appositi carri. Erano presenti anche alcune attività artigianali per la produzione di piccoli attrezzi per l'agricoltura e carpenteria metallica favorite dalla presenza della ferriera. Di tale attività ne resta traccia nella toponomastica nel centro storico del paese con la via delle Chioderie.
Nella frazione ha sede uno stabilimento attivo dal 1894 per l'imbottigliamento dell'acqua oligominerale della fonte Orticaia (messa in commercio col nome di Acqua Silva; dal 1999 si aggiunse l'etichetta Monteverde e in tempi più recenti l'etichetta Fontebianca).

### Vivaismo
Pracchia è anche nota per la presenza di vivai con alcune specie di colture arboree di ambientazione montana come l'agrifoglio e simili.

## Cartografia
I sotto indicati file sono in formato di grafica vettoriale: per potere essere visualizzati richiedono un browser fornito di un apposito plugin.
- Carta Tecnica Regionale in scala 1:10.000[collegamento interrotto] Foglio n. 251110 in formato grafico vettoriale dwf
- Carta Tecnica Regionale in scala 1:2.000[collegamento interrotto] Foglio n. 81504 in formato grafico vettoriale dwf (zona centrale e settentrionale di Pracchia con toponomastica stradale)
- Carta Tecnica Regionale in scala 1:2.000[collegamento interrotto] Foglio n. 81505 in formato grafico vettoriale dwf (zona meridionale di Pracchia con toponomastica stradale)
- Elenco viabilità urbana ed extraurbana del Sistema Informativo Regionale Ambientale della Toscana SIRAT
- Carta sentieri e rifugi 1:25.000 n. 15/18, Multigraphic, Firenze

## Galleria d'immagini

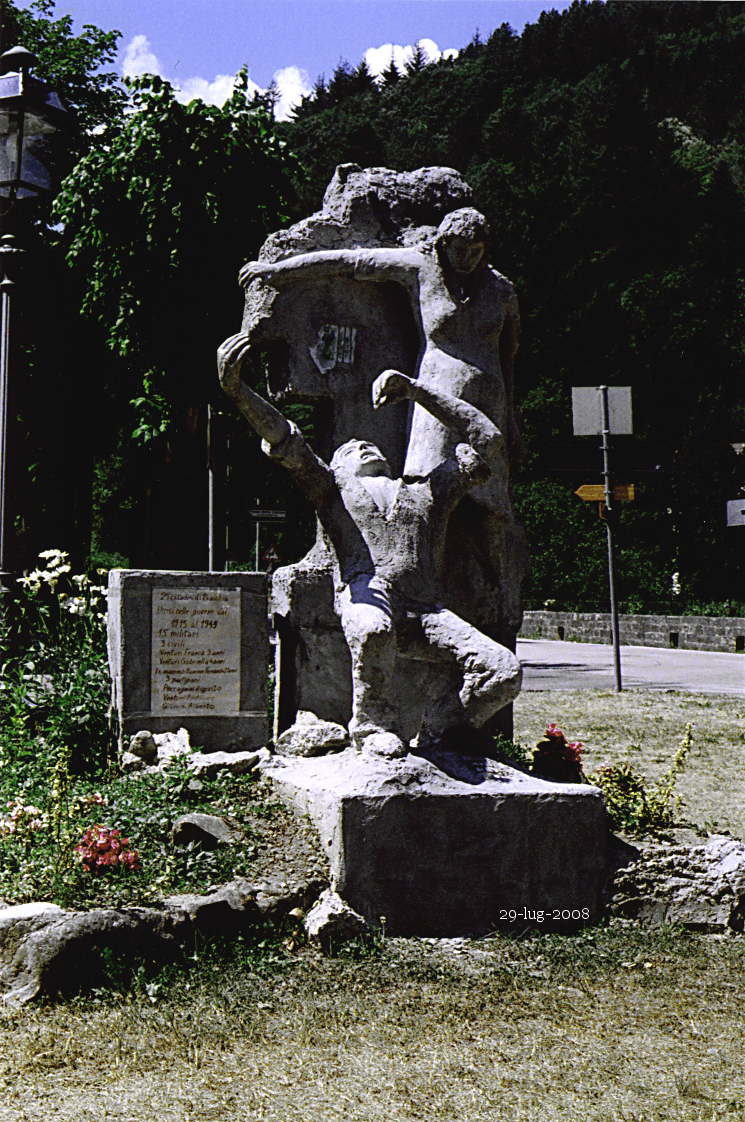
Monumento ai Caduti pracchiesi civili e militari dal 1915 al 1949
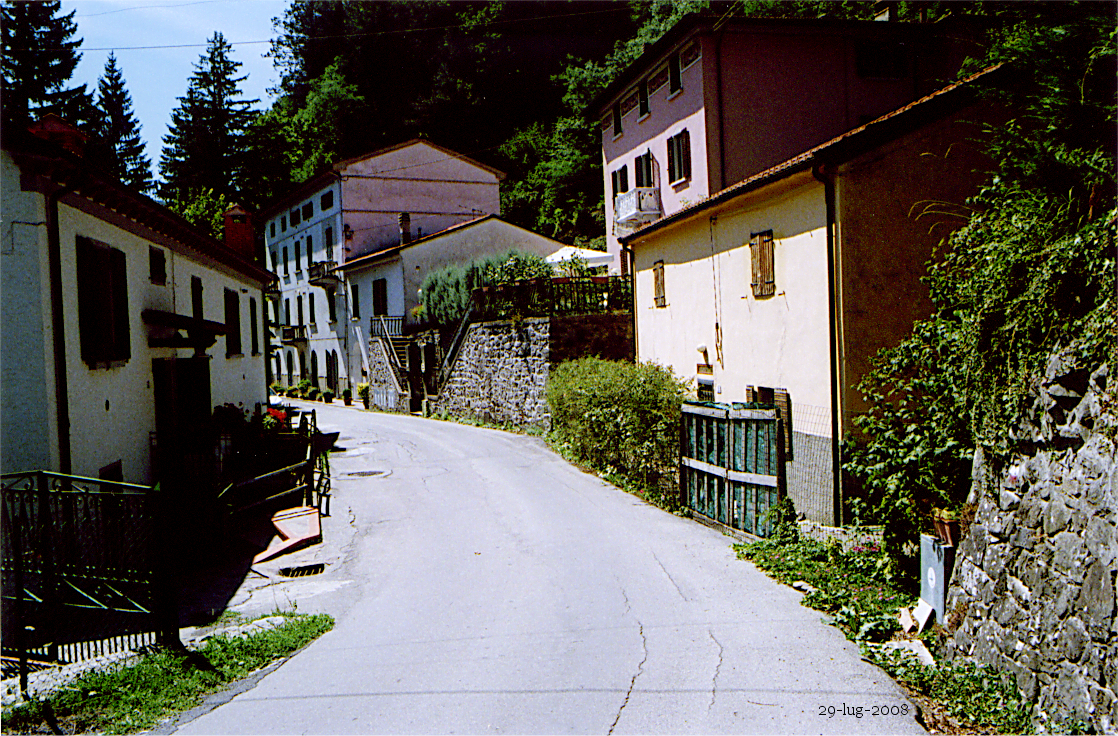
Scorcio di via della Fontana con abitazioni e ville dei primi del Novecento
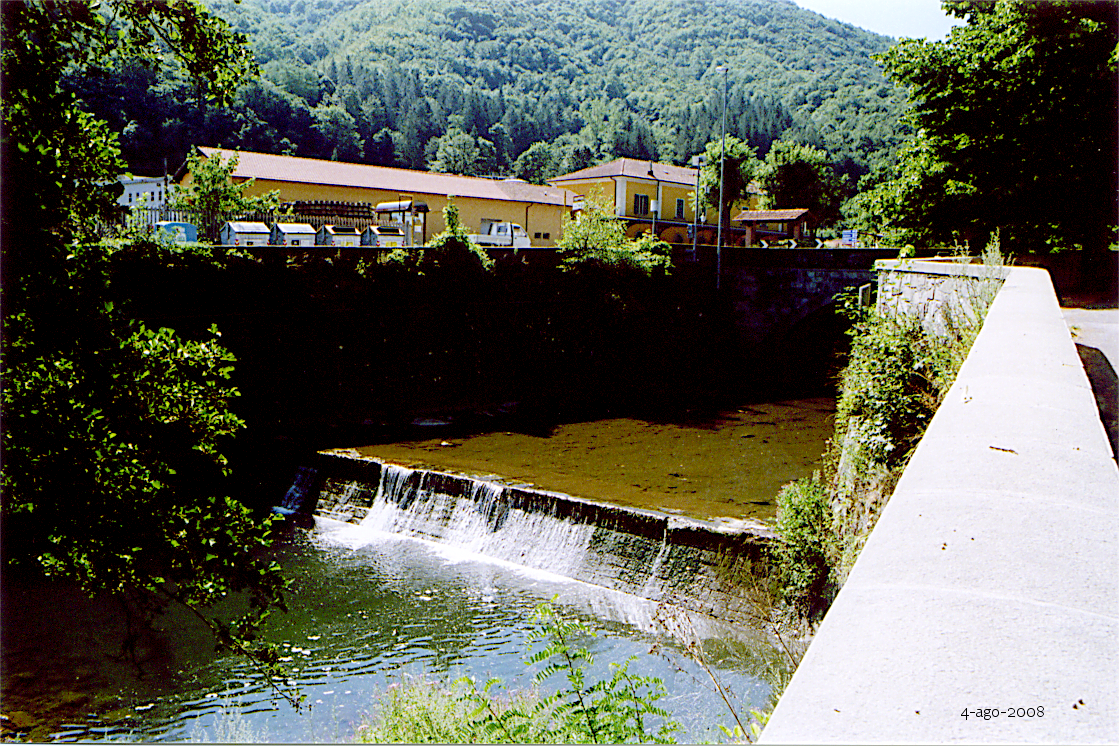
Fiume Reno e fabbricato stazione FF.SS.
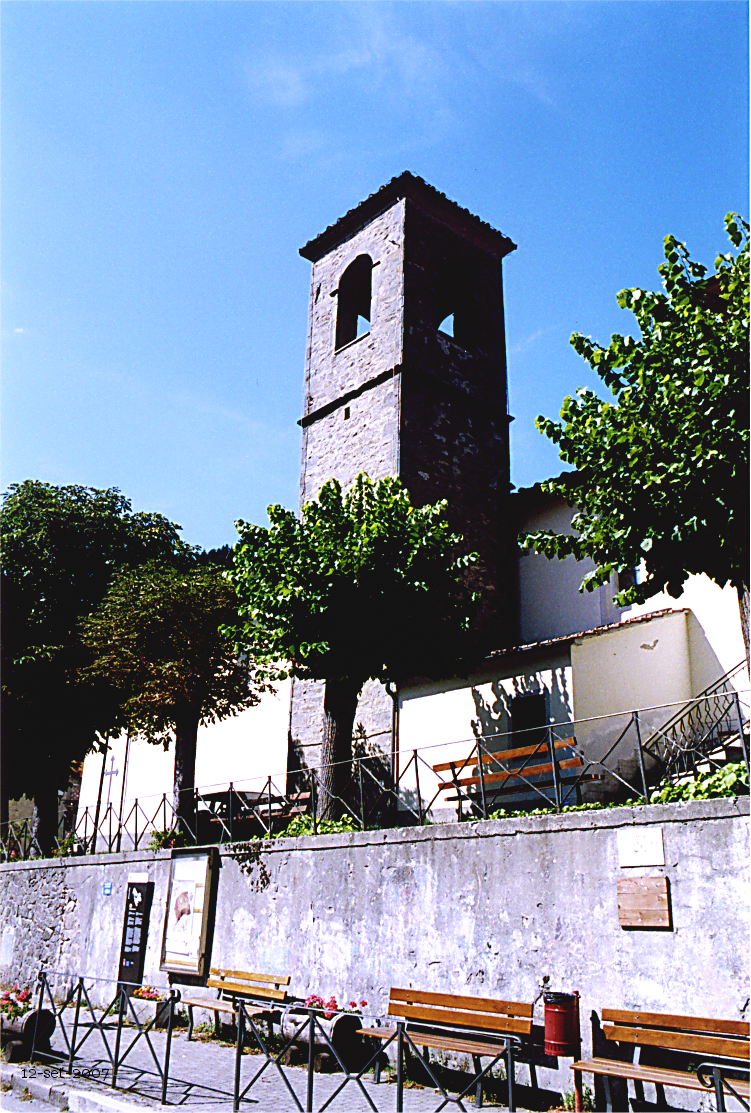
Il campanile della chiesa di san Lorenzo.
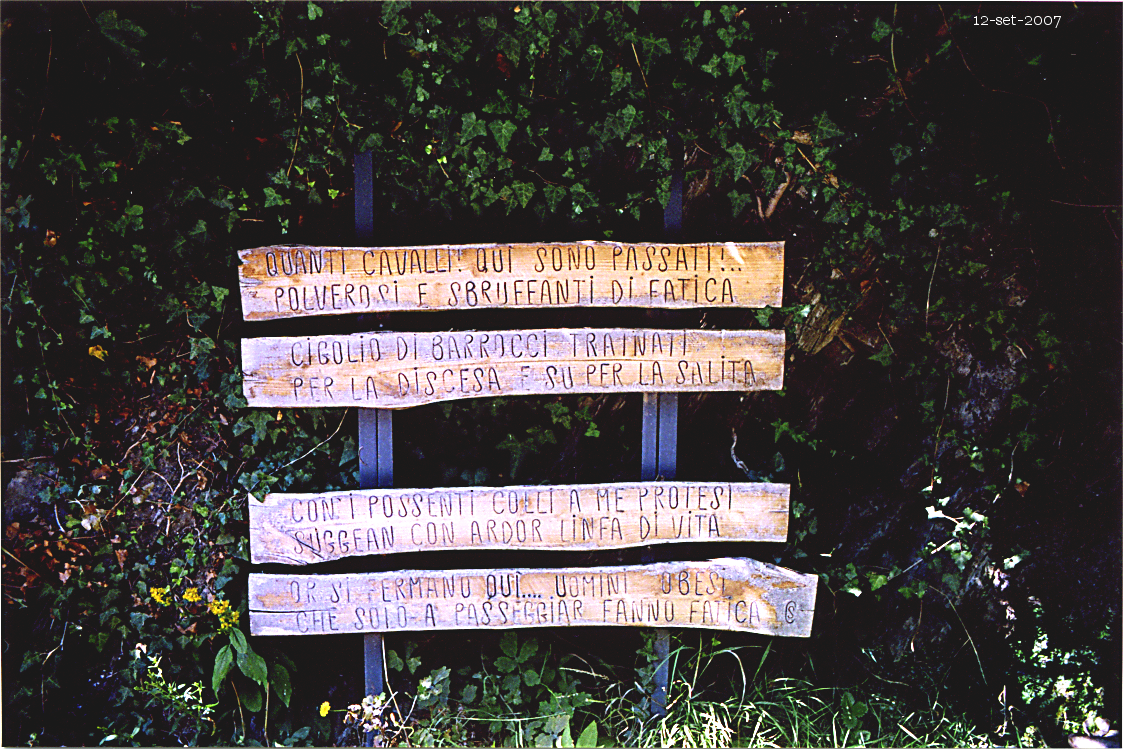
Fonte con abbeveratoio sulla SP632 con poesiola in rima incisa su legno
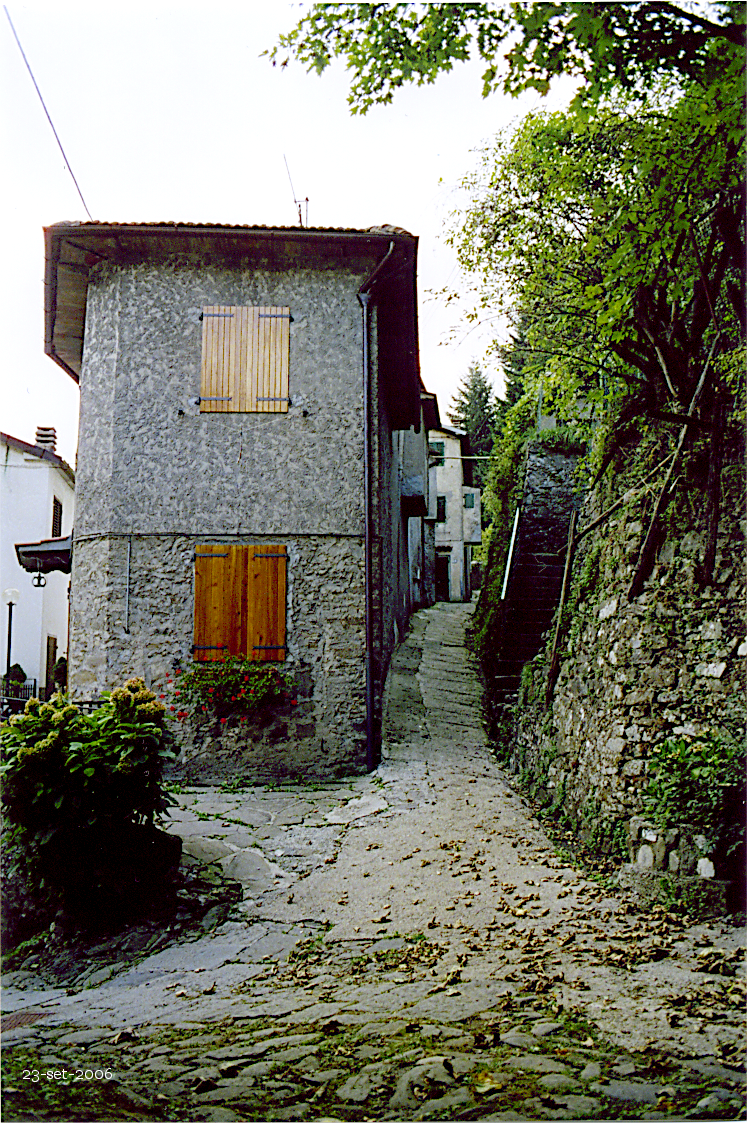
Tipica abitazione in sasso a vista in via della Dogana
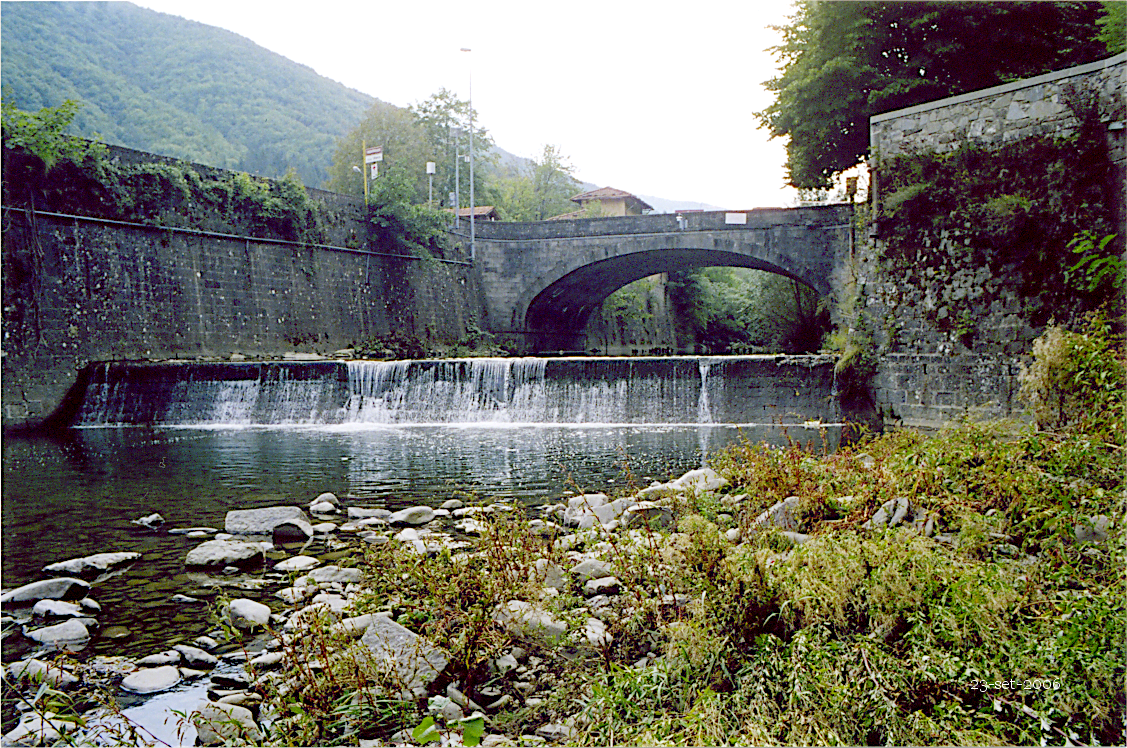
Alveo del Reno in una nebbiosa giornata autunnale